# Vicopelago
Vicopelago è una frazione del comune di Lucca, in Toscana, situata circa 4 km a sud del centro storico. La località è nota per la presenza di edifici religiosi e ville storiche, oltre che per alcune strutture sportive.

## Storia e urbanistica
Il toponimo "Vicopelago" ha origini medievali. La frazione ha mantenuto una fisionomia rurale e residenziale, con ville storiche, edifici religiosi e comunitari.

## Monumenti e luoghi d'interesse

### Chiesa di San Giorgio
La Chiesa di San Giorgio è documentata sin dal 983 come pieve autonoma. L'edificio attuale, costruito nel XIX secolo, presenta una navata unica con abside semicircolare. Contiene altari laterali dedicati alla Madonna dei Dolori e al Sacro Cuore. È stata restaurata nel 1967 e tra il 2014 e il 2015.

### Monastero della Visitazione
Il Monastero della Visitazione fu istituito nel 1887 dalle monache visitandine, in una villa tardo-rinascimentale del XV secolo appartenuta alle famiglie Balbani e Bernardini. Fu trasformato in convento agostiniano, con annessi una scuola di ricamo, un laboratorio di maglieria e un asilo.

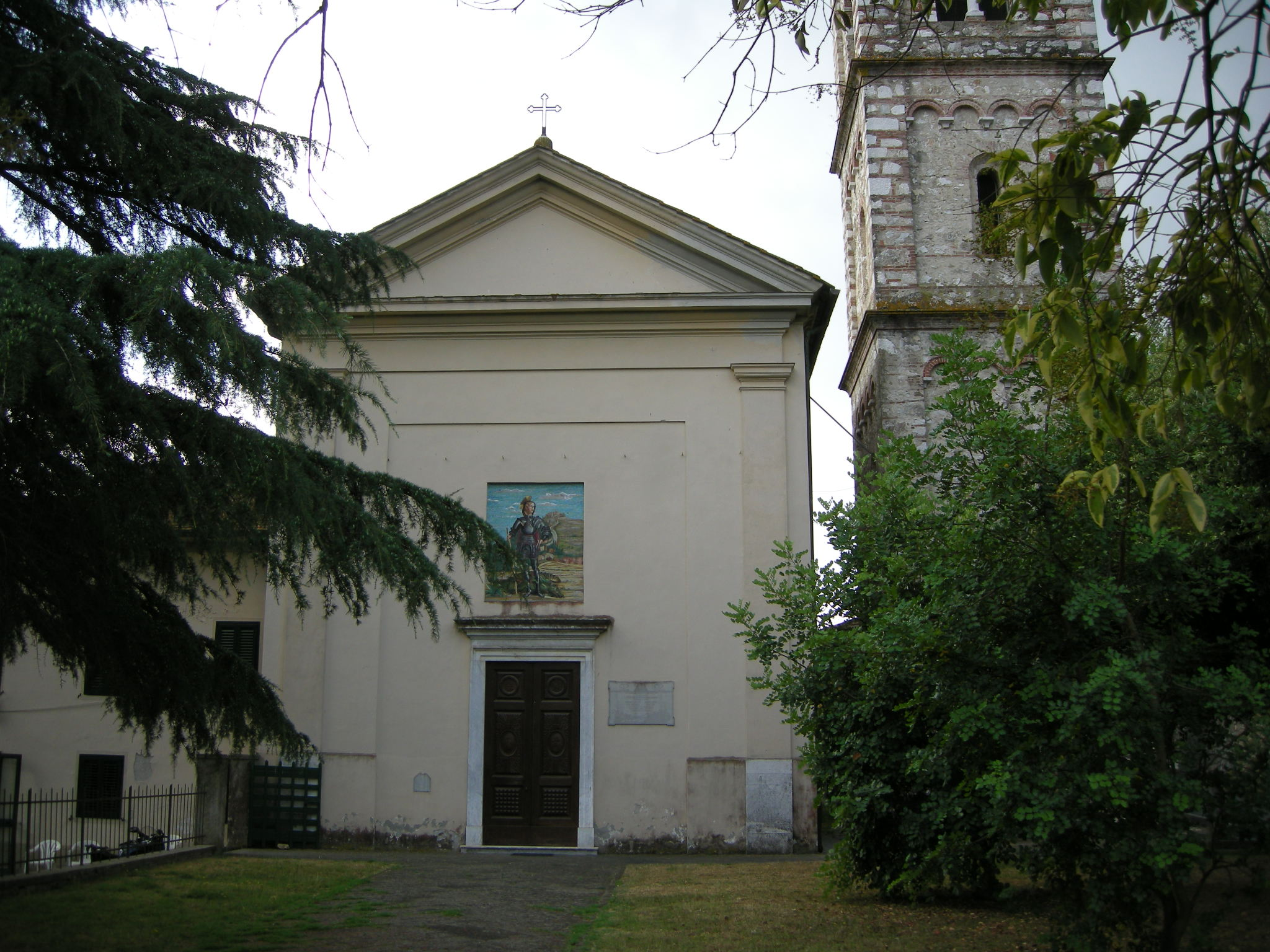
Chiesa di San Giorgio, Patrono di Vicopelago

Vi visse suor Giulia Enrichetta (Iginia Puccini), sorella del compositore Giacomo Puccini, che si ritiene abbia ispirato l'opera Suor Angelica. Il complesso è stato dismesso negli anni Novanta e acquistato nel 2023 dal Comune di Lucca per finalità culturali.

### Villa Bernardini
Villa Bernardini fu costruita nel 1615 da Bernardino Bernardini, ed è un tipico esempio di villa suburbana lucchese del Seicento. Presenta una facciata simmetrica e arredi d’epoca ben conservati. Il parco ospita un raro teatro di verzura. È parzialmente aperta al pubblico come casa-museo.

## Cultura e società
Vicopelago ospita celebrazioni religiose e manifestazioni civili. Una grande festa comunitaria si tenne in occasione della fine della Prima Guerra Mondiale.

## Sport

### Tennis
La frazione dispone di un circolo tennis fondato negli anni Settanta, con campi in terra battuta e piscina stagionale.

### Golf
Dal 1985 è attivo un campo pratica per il golf, dotato di postazioni coperte e aree verdi per l’allenamento.